# Antonio Sacristán Barazón
Antonio Sacristán Barazón (Bilbao, Vizcaya, 6 de septiembre de 1969) es un árbitro de baloncesto español de la liga LEB. Pertenece al Comité de Árbitros Vasco.

## Trayectoria
Empezó a arbitrar en 1985. Cinco años después ya había ascendido para arbitrar competiciones FEB, y sería en 2003 cuando debutaba en la Liga ACB.

## Temporadas
| Categoría        | País   | Año         |
| ---------------- | ------ | ----------- |
| Categorías bases | España | 1985 - 1989 |
| Tercera División | España | 1989 - 1990 |
| Segunda División | España | 1990 - 1993 |
| Primera División | España | 1993 - 1995 |
| Liga EBA         | España | 1995 - 1997 |
| Liga LEB         | España | 1997 - 2003 |
| Liga ACB         | España | 2003 - 2018 |
| Grupo 1 (FEB)    | España | 2018 - 2021 |